# Retourné vivre
Albums de Soan
Sens interdits Celui qui aboie
Singles
1. Colocation

Retourné vivre est le quatrième album de Soan, sorti le 6 mai 2016,.

## Liste des titres
1. Quand je serai - 3:09
2. Coco - 4:08 (ft. Djazia Satour)
3. Pustule - 2:48
4. Anaïs - 3:48
5. La chute - 3:09
6. Fakir - 3:05
7. Un verre sur deux - 2:43
8. À la fin - 2:44
9. Adonaïs - 4:33
10. Petit cadeau - 3:19 (ft. Djazia Satour)
11. Colocation - 2:32
12. À côté - 3:06
13. Bouche bée - 3:26
14. Eyahé - 4:08
15. Seven glories - 3:11 (ft. Djazia Satour)
16. Je suis Charlie - 2:01

### Saisons
L'album se découpe en 4 parties, nommées d'après les saisons météorologiques :
- Automne : Piste 1, 2, 3 et 4
- Hiver : Piste 5, 6, 7 et 8
- Printemps : Piste 9, 10 et 11
- Été : Piste 12, 13, 14 et 15